# Lista de arranha-céus de Milão
A lista a seguir contém os  arranha-céu da cidade de Milão.

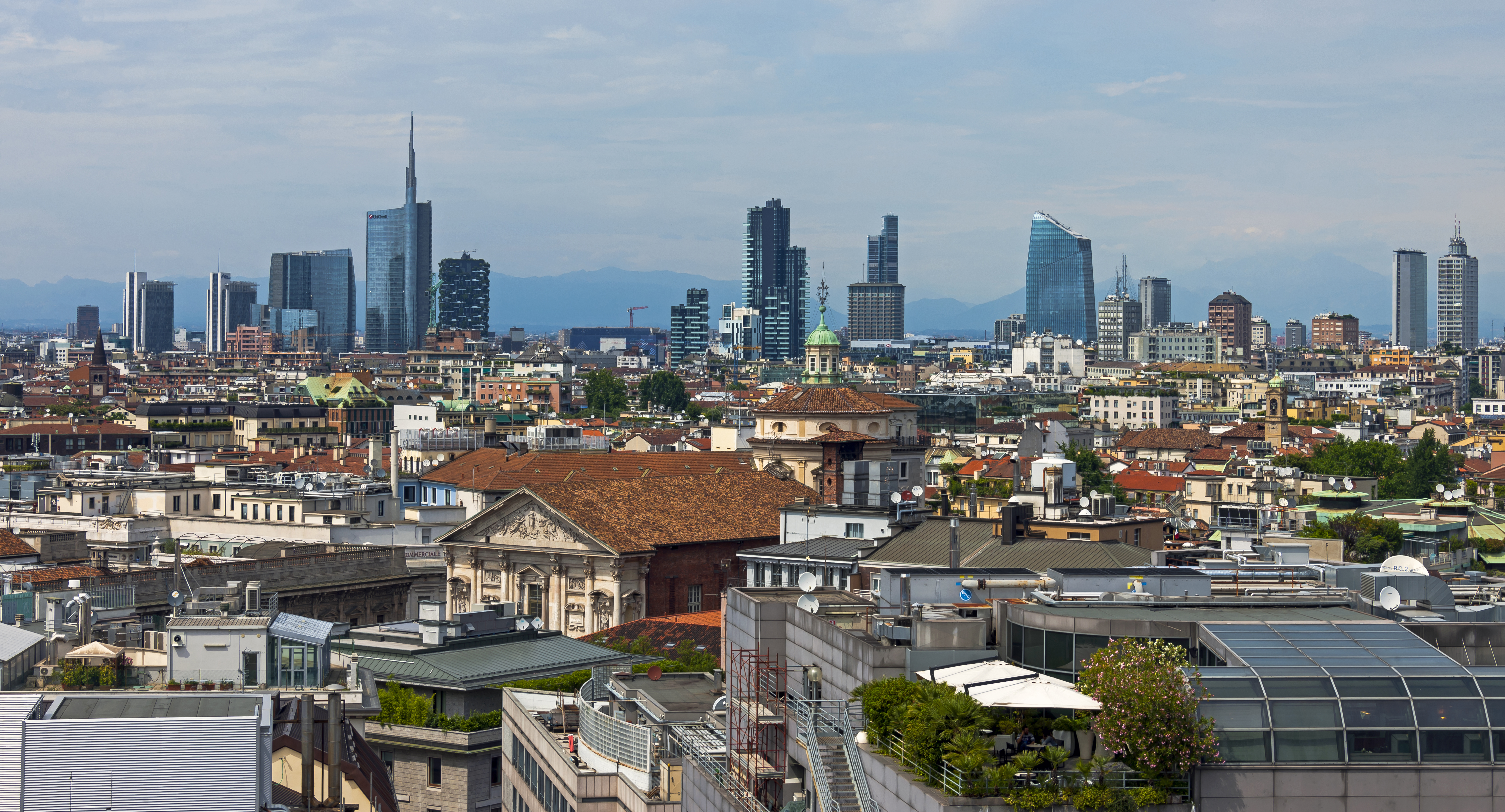
Vista panorâmica de Milão

| Posição | Nome                                | Andares | Altura (m) |
| ------- | ----------------------------------- | ------- | ---------- |
| 1       | Torre UniCredit                     | 31      | 231        |
| 2       | Torre Allianz                       | 50      | 209        |
| 3       | Torre Generali                      | 44      | 178        |
| 4       | Torre PwC                           | 31      | 175        |
| 5       | Palazzo Lombardia                   | 43      | 161        |
| 6       | Torre Solaria                       | 34      | 143        |
| 7       | Torre Diamante                      | 30      | 140        |
| 8       | Torre Pirelli                       | 32      | 127        |
| 9       | Torre Unipol                        | 24      | 126        |
| 10      | Torre Gioia 22                      | 25      | 122        |
| 11      | Torre Breda                         | 31      | 116        |
| 12      | Bosco Verticale (Torre De Castilia) | 26      | 111        |
| 13      | Torre Velasca                       | 26      | 106        |
| 14      | Torre Galfa                         | 31      | 102        |